# Bormelsbach
Der Bormelsbach ist ein 1,6 km langer, orografisch rechter Nebenfluss der Möhne in Nordrhein-Westfalen, Deutschland. Der Bach fließt vollständig im Gebiet der zum Kreis Soest gehörenden Stadt Warstein.

## Geographie
Der Bormelsbach entspringt nördlich von Welschenbeck auf einer Höhe von 277 m ü. NN. Das Quellgebiet liegt an der südlichen Abdachung des Haarstranges. Vorwiegend in südsüdwestliche Richtungen abfließend passiert der Bach Welschenbeck am westlichen Ortsrand. Nach der Unterquerung der Bundesstraße 516 fließt der Bach am Schloss Welschenbeck vorbei. Hier mündet der Mühlengraben, der seinen Ursprung in Belecke hat. Wenig später mündet der Bormelsbach auf 247 m ü. NN rechtsseitig in die Möhne.
Bei einem Höhenunterschied von 30 Metern beträgt das mittlere Sohlgefälle 18,75 ‰. Das etwa 2,73 km² Einzugsgebiet wird über Möhne, Ruhr und Rhein zur Nordsee hin entwässert.